# (2322) Китт-Пик
(2322) Китт-Пик (англ. Kitt Peak) — типичный астероид главного пояса, который был открыт 28 октября 1954 года в рамках проекта IAP в обсерватории им. Гёте Линка и назван в честь американской национальной обсерватории Китт-Пик.

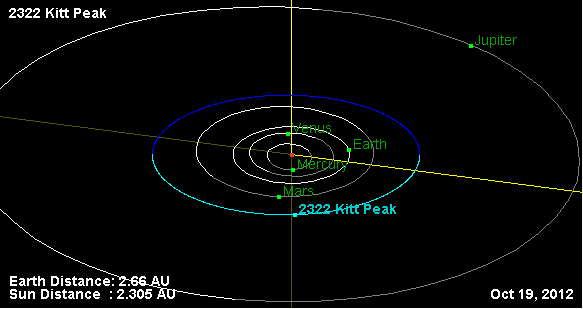
Орбита астероида Китт-Пик и его положение в Солнечной системе